# Pastelitos criollos
Los pastelitos criollos (en Argentina y Paraguay)  o pasteles dulces (en Uruguay), o pastelitos dulces (en Argentina), son un tipo de pastel dulce de la cocina de Argentina, Paraguay y Uruguay, hechos con una masa crocante y hojaldrada. Para rellenarlos se puede utilizar dulce de membrillo, dulce de leche, dulce de batata, dulce de guayaba, etcétera.
Se pueden cocinar fritos o al horno, y en el primer caso se fríen en aceite hirviendo o grasa. Una vez fritos se pueden rociar con azúcar.
En Argentina se pueden decorar con pequeñas confituras, conocidas como granas, o con azúcar impalpable, mientras que en Uruguay simplemente se rocían con azúcar flor.
En Paraguay, conservan la forma de pañuelo, sin embargo está extendido el uso de tapas de empanada, de hojaldre comercial, en lugar del tradicional ojaldrado. Los rellenos mas comunes son guayabada, batata y membrillo.
En Uruguay, son parte de la comida callejera, que se ofrece en algunos puestos de tortas fritas (oficio conocido como tortafritero) e igualmente pertenecen a las panaderías, son tradicionales los pasteles de membrillo, con forma de triángulo, un poco mas recientes, son los dulce de leche, que se distinguen por su forma rectangular.
En Argentina están vinculados a la celebración del 25 de mayo de 1810, año en el que Argentina conformó su Primer Gobierno Patrio. La tradición relata que algunas damas de la época llevaban en su cabeza canastas llenas de pastelitos para festejar el acontecimiento. Uno de los típicos pregones con el que los vendedores de pastelitos durante la época colonial anunciaban su producto era: «¡pastelitos calientes que queman los dientes!» La forma tradicional en algunas provincias son rellenos con dulce de membrillo y forma de pañuelo envuelto, los que luego de fritos se bañan con almíbar.
En la actualidad el relleno de dulce de batata responde al paladar moderno.
En el año 2021 se hizo una encuesta a nivel nacional y resultó ganar el relleno de batata por más de 56%.